# Pelargonium

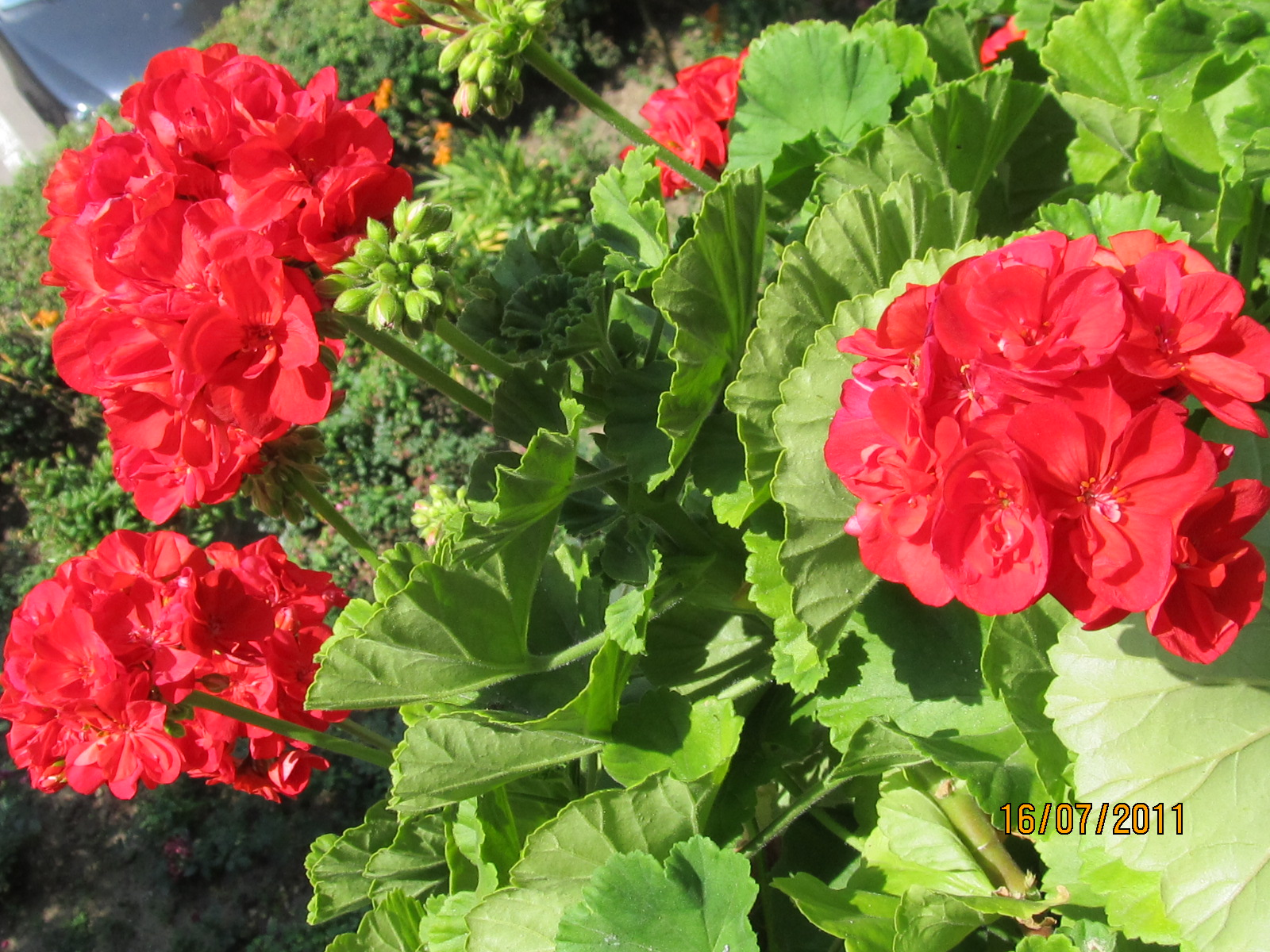
Mușcate

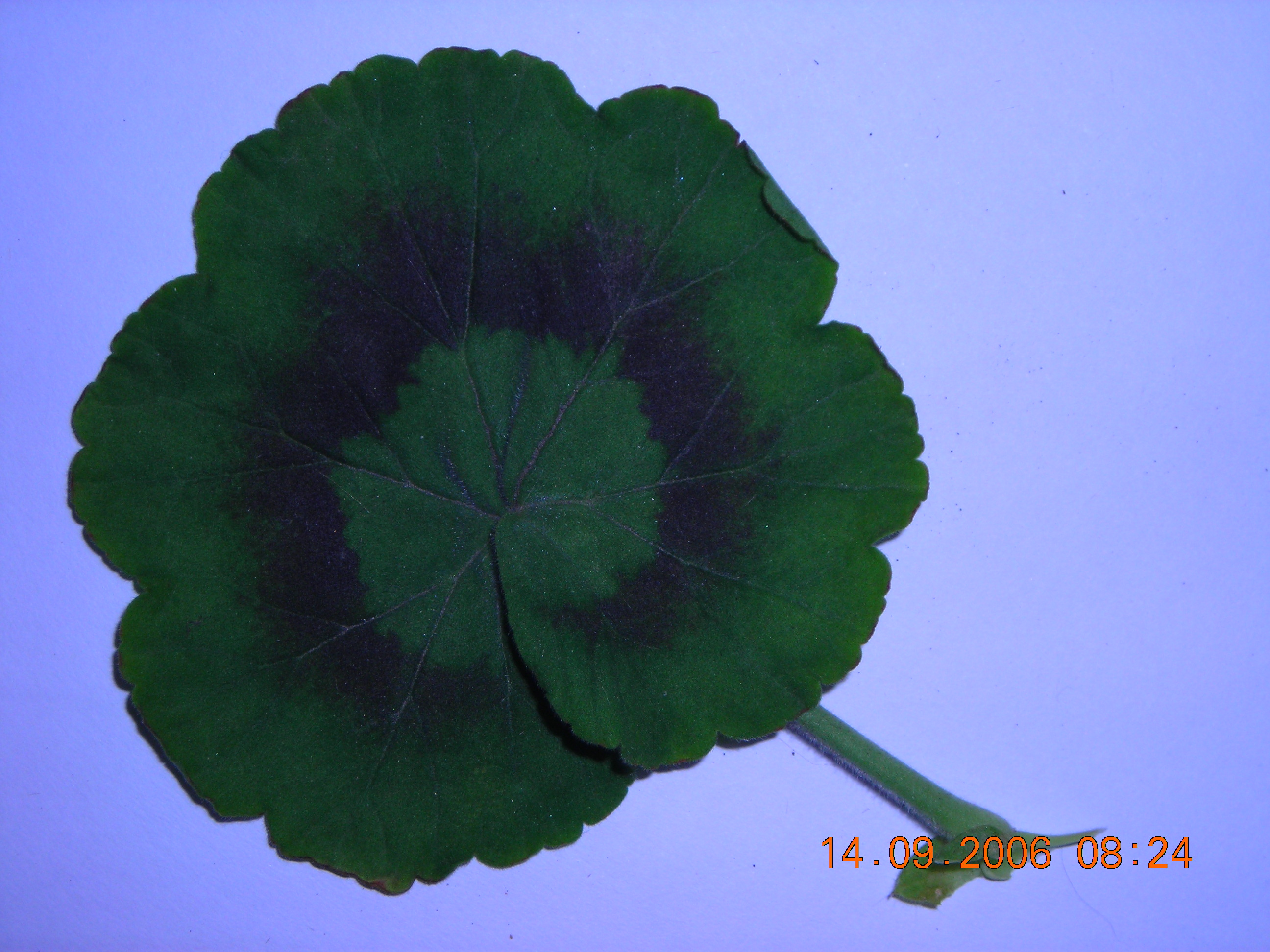
Frunzele de mușcată au o forma ușor de recunoscut

Pelargonium este un gen de plante florale, cunoscut popular sub numele de mușcate, care include circa 200 de specii. Aceste specii înfloresc din primăvară până în toamnă.

## Specii[3]
- Pelargonium abrotanifolium
- Pelargonium acetosum
- Pelargonium aciculatum
- Pelargonium acraeum
- Pelargonium adriaanii
- Pelargonium aestivale
- Pelargonium albersii
- Pelargonium album
- Pelargonium alchemilloides
- Pelargonium alpinum
- Pelargonium alternans
- Pelargonium althaeoides
- Pelargonium anauris
- Pelargonium anethifolium
- Pelargonium angustifolium
- Pelargonium angustipetalum
- Pelargonium antidysentericum
- Pelargonium apetalum
- Pelargonium appendiculatum
- Pelargonium aridicola
- Pelargonium aridum
- Pelargonium articulatum
- Pelargonium asarifolium
- Pelargonium astragalifolium
- Pelargonium attenuatum
- Pelargonium auritum
- Pelargonium australe
- Pelargonium barklyi
- Pelargonium betulinum
- Pelargonium bicolor
- Pelargonium bifolium
- Pelargonium boranense
- Pelargonium bowkeri
- Pelargonium brevipetalum
- Pelargonium brevirostre
- Pelargonium bubonifoiium
- Pelargonium burgerianum
- Pelargonium burtoniae
- Pelargonium buysii
- Pelargonium caespitosum
- Pelargonium caffrum
- Pelargonium caledonicum
- Pelargonium calviniae
- Pelargonium campestre
- Pelargonium candicans
- Pelargonium capillare
- Pelargonium capitatum
- Pelargonium capituliforme
- Pelargonium carneum
- Pelargonium carnosum
- Pelargonium caroli-henrici
- Pelargonium caucalifolium
- Pelargonium cavanillesii
- Pelargonium caylae
- Pelargonium ceratophyllum
- Pelargonium chamaedryfolium
- Pelargonium chelidonium
- Pelargonium christophoranum
- Pelargonium citronellum
- Pelargonium columbinum
- Pelargonium confertum
- Pelargonium connivens
- Pelargonium cordifolium
- Pelargonium coronopifolium
- Pelargonium cortusifolium
- Pelargonium cotyledonis
- Pelargonium crassicaule
- Pelargonium crassipes
- Pelargonium crinitum
- Pelargonium crispum
- Pelargonium crithmifolium
- Pelargonium cucullatum
- Pelargonium curviandrum
- Pelargonium dasyphyllum
- Pelargonium denticulatum
- Pelargonium desertorum
- Pelargonium dichondrifolium
- Pelargonium dipetalum
- Pelargonium dispar
- Pelargonium divisifolium
- Pelargonium dolomiticum
- Pelargonium domesticum
- Pelargonium drummondii
- Pelargonium echinatum
- Pelargonium elandsmontanum
- Pelargonium elegans
- Pelargonium ellaphieae
- Pelargonium elongatum
- Pelargonium endlicherianum
- Pelargonium englerianum
- Pelargonium ensatum
- Pelargonium exhibens
- Pelargonium exstipulatum
- Pelargonium fasciculaceum
- Pelargonium fergusoniae
- Pelargonium fissifolium
- Pelargonium fragrans
- Pelargonium frutetorum
- Pelargonium fruticosum
- Pelargonium fulgidum
- Pelargonium fumariifolium
- Pelargonium gibbosum
- Pelargonium gilgianum
- Pelargonium githagineum
- Pelargonium glabriphyllum
- Pelargonium glechomoides
- Pelargonium glutinosum
- Pelargonium gracilipes
- Pelargonium gracillimum
- Pelargonium grandicalcaratum
- Pelargonium grandiflorum
- Pelargonium graveolens
- Pelargonium grenvilleae
- Pelargonium greytonense
- Pelargonium griseum
- Pelargonium grossularioides
- Pelargonium hantamianum
- Pelargonium hararense
- Pelargonium harveyanum
- Pelargonium havlasae
- Pelargonium helmsii
- Pelargonium hemicyclicum
- Pelargonium hermaniifolium
- Pelargonium heterophyllum
- Pelargonium hirtipetalum
- Pelargonium hirtum
- Pelargonium hispidum
- Pelargonium hortorum
- Pelargonium hybridum
- Pelargonium hypoleucum
- Pelargonium hystrix
- Pelargonium incarnatum
- Pelargonium incrassatum
- Pelargonium inodorum
- Pelargonium inquinans
- Pelargonium insularis
- Pelargonium iocastum
- Pelargonium ionidiflorum
- Pelargonium jarmilae
- Pelargonium karooicum
- Pelargonium keeromsbergense
- Pelargonium klinghardtense
- Pelargonium laciniatum
- Pelargonium ladysmithianum
- Pelargonium laevigatum
- Pelargonium lanceolatum
- Pelargonium laxum
- Pelargonium leipoldtii
- Pelargonium leptum
- Pelargonium leucophyllum
- Pelargonium littorale
- Pelargonium lobatum
- Pelargonium longicaule
- Pelargonium longifolium
- Pelargonium luridum
- Pelargonium luteolum
- Pelargonium luteum
- Pelargonium madagascariense
- Pelargonium magenteum
- Pelargonium minimum
- Pelargonium mollicomum
- Pelargonium moniliforme
- Pelargonium mossambicense
- Pelargonium multibracteatum
- Pelargonium multicaule
- Pelargonium multiradiatum
- Pelargonium mutans
- Pelargonium myrrhifolium
- Pelargonium namaquense
- Pelargonium nanum
- Pelargonium nelsonii
- Pelargonium nephrophyllum
- Pelargonium nervifolium
- Pelargonium nivenii
- Pelargonium oblongatum
- Pelargonium ocellatum
- Pelargonium ochroleucum
- Pelargonium odoratissimum
- Pelargonium oenothera
- Pelargonium oppositifolium
- Pelargonium oreophilum
- Pelargonium otaviense
- Pelargonium ovale
- Pelargonium oxalidifolium
- Pelargonium oxaloides
- Pelargonium panduriforme
- Pelargonium paniculatum
- Pelargonium papilionaceum
- Pelargonium parvipetalum
- Pelargonium parvirostre
- Pelargonium patulum
- Pelargonium peltatum
- Pelargonium pillansii
- Pelargonium pilosum
- Pelargonium pinnatum
- Pelargonium plurisectum
- Pelargonium polycephalum
- Pelargonium praemorsum
- Pelargonium pseudofumarioides
- Pelargonium pseudoglutinosum
- Pelargonium pubipetalum
- Pelargonium pulchellum
- Pelargonium pulcherrimum
- Pelargonium pulverulentum
- Pelargonium punctatum
- Pelargonium quarciticola
- Pelargonium quercetorum
- Pelargonium quercifolium
- Pelargonium quinquelobatum
- Pelargonium radens
- Pelargonium radicatum
- Pelargonium radula
- Pelargonium radulifolium
- Pelargonium ramosissimum
- Pelargonium ranunculophyllum
- Pelargonium rapaceum
- Pelargonium redactum
- Pelargonium reflexipetalum
- Pelargonium reflexum
- Pelargonium reniforme
- Pelargonium reticulatum
- Pelargonium revolutum
- Pelargonium ribifolium
- Pelargonium rodneyanum
- Pelargonium roseum
- Pelargonium rubiginosum
- Pelargonium rungvense
- Pelargonium rustii
- Pelargonium salmoneum
- Pelargonium sanguineum
- Pelargonium saxatile
- Pelargonium scabroides
- Pelargonium scabrum
- Pelargonium schizopetalum
- Pelargonium semitrilobum
- Pelargonium senecioides
- Pelargonium sericifolium
- Pelargonium setosiusculum
- Pelargonium setulosum
- Pelargonium sibthorpiifolium
- Pelargonium sidoides
- Pelargonium somalense
- Pelargonium spathulatum
- Pelargonium spinosum
- Pelargonium squamulosum
- Pelargonium stipulaceum
- Pelargonium sublignosum
- Pelargonium suburbanum
- Pelargonium sulphureum
- Pelargonium tabulare
- Pelargonium tenuicaule
- Pelargonium ternatum
- Pelargonium ternifolium
- Pelargonium tetragonum
- Pelargonium tomentosum
- Pelargonium tongaense
- Pelargonium torulosum
- Pelargonium tragacanthoides
- Pelargonium transvaalense
- Pelargonium triandrum
- Pelargonium tricolor
- Pelargonium trifidum
- Pelargonium tripalmatum
- Pelargonium triphyllum
- Pelargonium triste
- Pelargonium tysonii
- Pelargonium vanderwaltii
- Pelargonium whytei
- Pelargonium vinaceum
- Pelargonium vitifolium
- Pelargonium wonchiense
- Pelargonium woodii
- Pelargonium worcesterae
- Pelargonium xerophyton
- Pelargonium zonale